# Parc de Sant Martí
El parc de Sant Martí es troba al barri de Sant Martí de Provençals de Barcelona, al voltant de l'església del mateix nom, dedicada a Sant Martí de Tours.

## Història
Va ser creat en diferents fases: el 1979 es van iniciar les obres amb un projecte original de Nicolau Maria Rubió i Tudurí, encara que a causa de la seva defunció va ser acabat pels arquitectes Antonio Armesto, Carles Martí i Miquel Sodupe, amb una primera fase finalitzada el 1985 i la segona el 1992.

## Descripció
S'estructura en dues zones: una plaça quadrada que ocupa l'illa compresa pels carrers de Menorca, Huelva, Treball i Agricultura, amb una zona pavimentada que s'usa com a pista de bàsquet i dues àrees fitades per tanques, una amb bancs per asseure's i una altra amb una zona infantil; i l'àrea de major extensió, que té forma de triangle irregular, dividida al seu torn en una zona verda amb un llac i una àrea perimetral en el vessant del carrer de Menorca, que acull diverses instal·lacions i equipaments: un camp de futbol, un mercat i un institut de secundària. A més de l'església de Sant Martí de Provençals, també s'hi troben tres antigues masies, Ca l'Arnó, Can Planes i Can Cadena, reconvertides en espais cívics per als veïns, com una ludoteca, un centre residencial i un centre de recerca d'agricultura biològica, que inclou un hort urbà i corrals amb animals de granja.
L'àrea al costat del llac acull amplis prats amb verns, trèmols i pollancres, que rememoren el passat agrícola de la zona, mentre que l'àrea amb equipaments està resolta amb espais pavimentats i placetes amb tarongers i oliveres, que acullen a més àrees de jocs infantils i pistes esportives.
Un altre element artístic del parc és una font-escultura d'Antoni Roselló, de gairebé 5 m d'alçada, elaborada en coure, travertí romà i Pedra calcària. Es tratar d'un sortidor d'aigua que cau des de dalt d'una columna a un canal que desemboca en un petit estany una mica més enllà, i que recorda una bomba d'aigua típica de les zones rurals, com era antigament aquesta part de la ciutat.

## Galeria

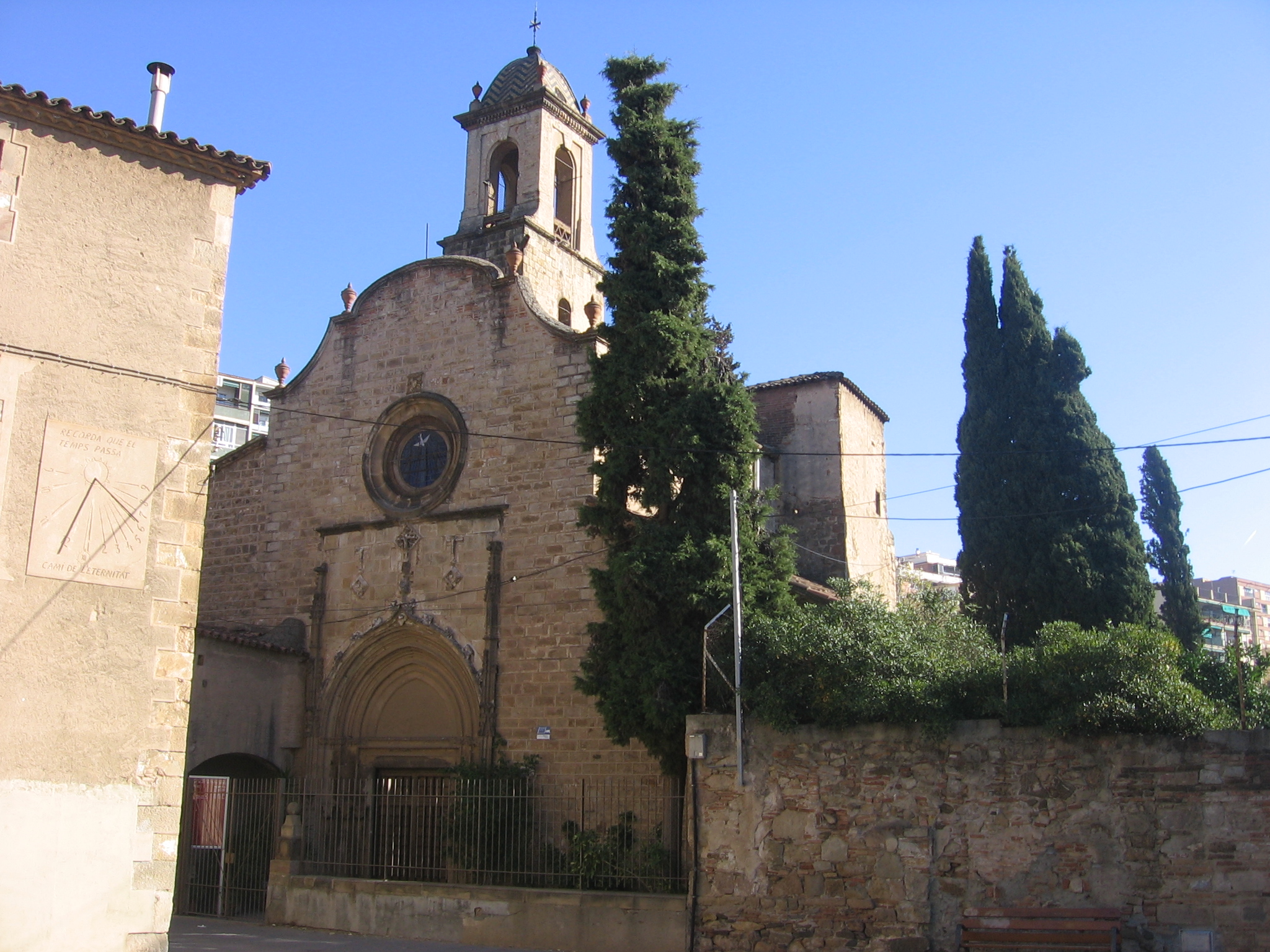
Església de Sant Martí de Provençals
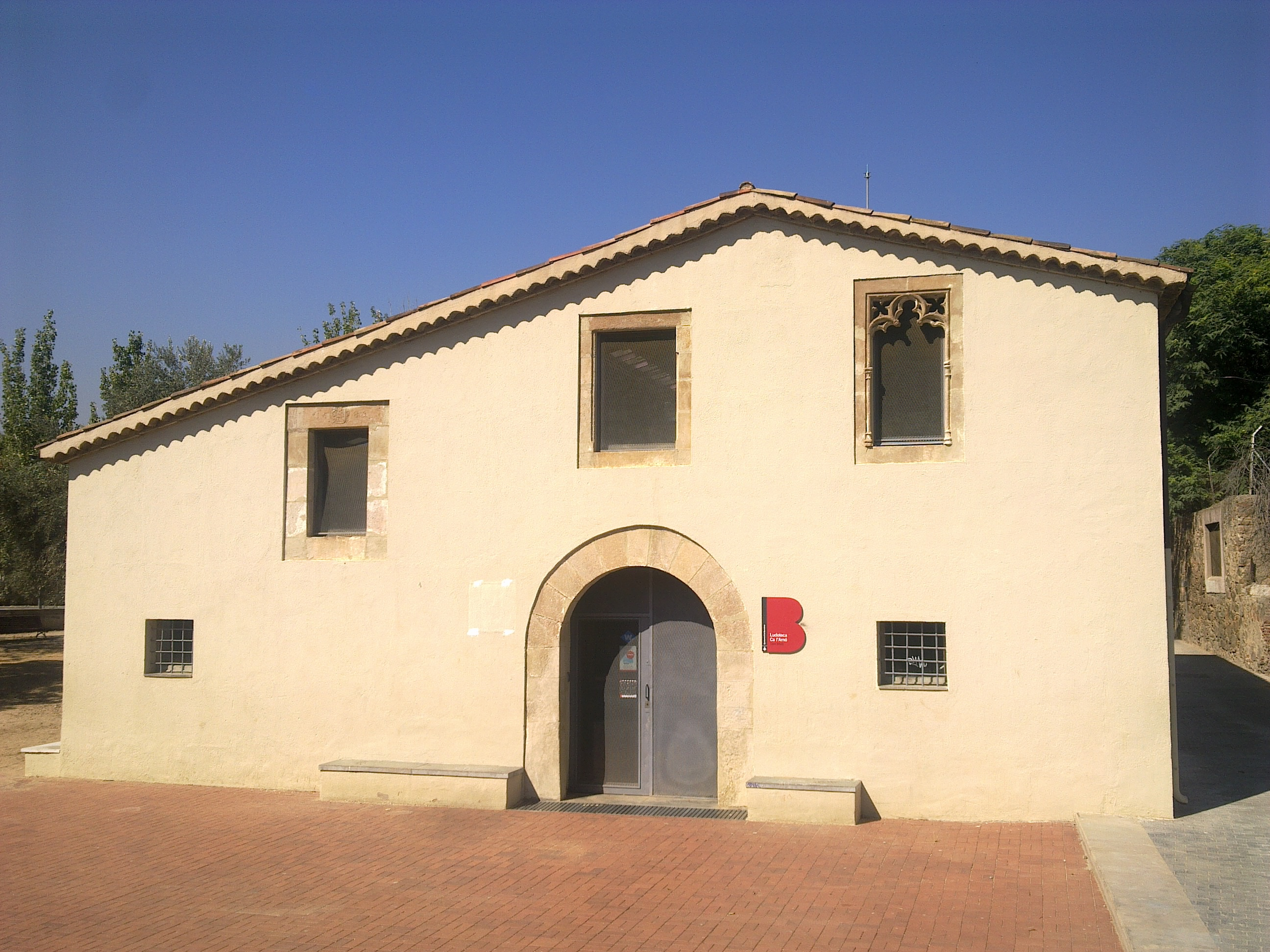
Ca l'Arnó
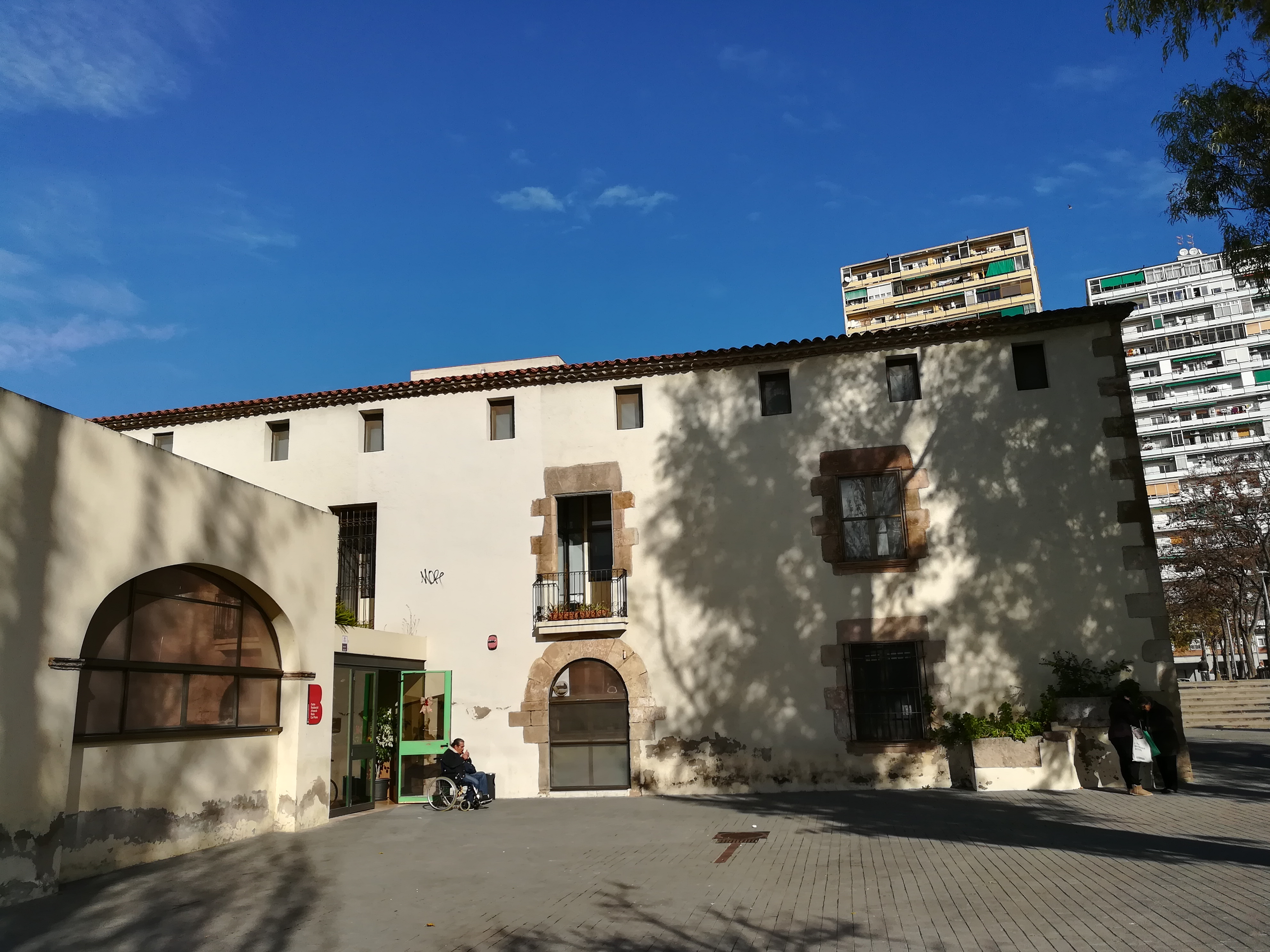
Can Planes
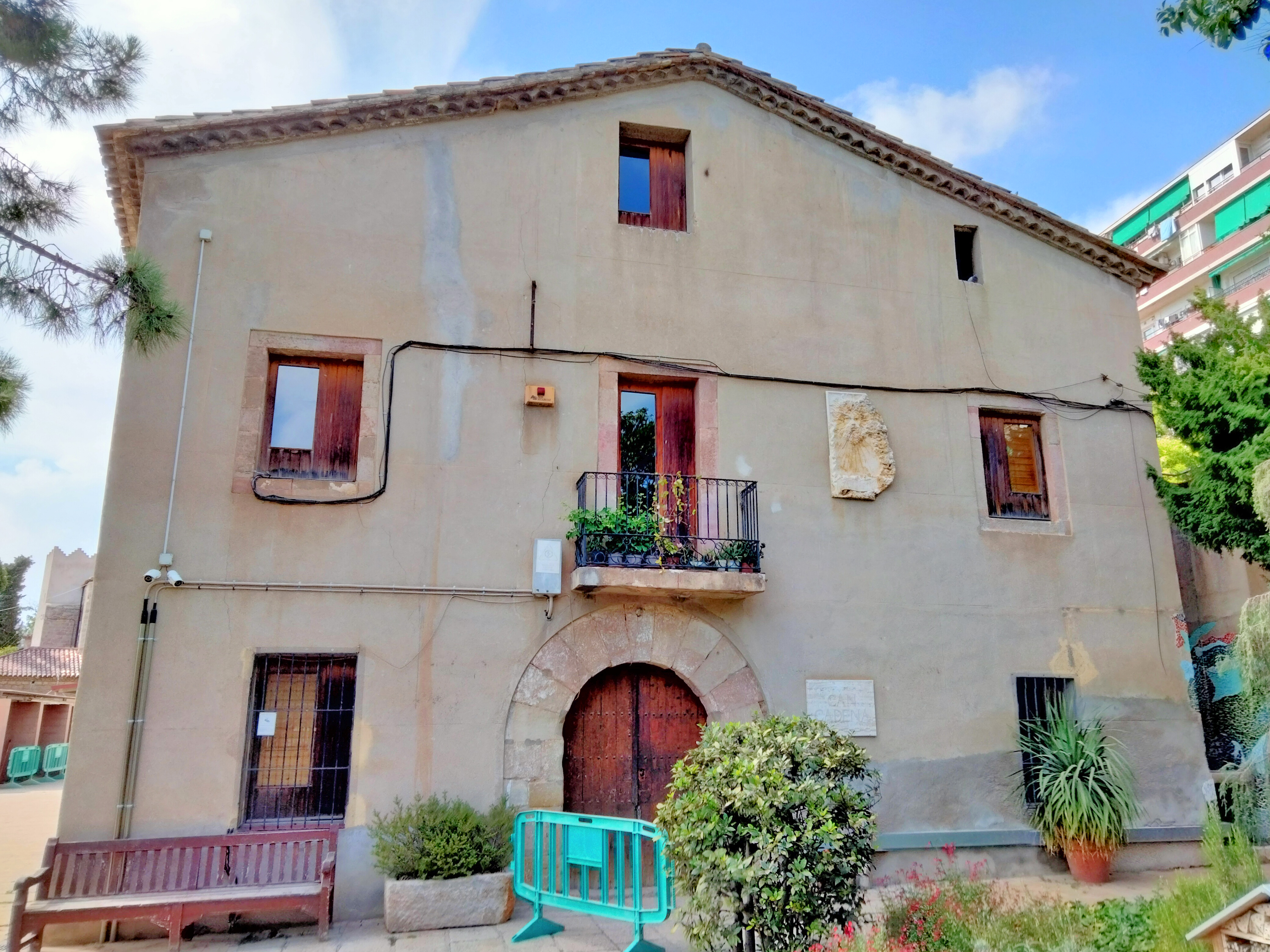
Can Cadena